# Nobunaga's Ambition II
Nobunaga's Ambition II est un jeu vidéo de stratégie au tour par tour développé et publié par Koei en 1988. Il fait suite à Nobunaga's Ambition et se déroule au XVIe siècle dans le Japon médiéval. Il propose deux scénarios. Dans le premier, le Japon est partagés entre de nombreux seigneurs qui tentent chacun d'unifier le pays. Dans le second, qui se déroule quelques années avant le premier, le joueur fait face au seigneur Nobunaga qui contrôle déjà la moitié du pays. Le jeu se déroule au tour par tour sur une carte du Japon divisé en provinces sur laquelle le joueur contrôle des samourais auxquels sont rattachées des unités militaires. À chaque tour, le joueur peut réaliser différentes actions, comme transférer des hommes ou des ressources d'une province à une autre ou développer l'agriculture, le commerce ou les fortifications de sa région,,.

## Accueil
| Nobunaga's Ambition II |      |       |
| Média                  | Pays | Notes |
| Joystick               | FR   | 75 %  |
| Tilt                   | FR   | 15/20 |